# سامرفیلد (لوئیزیانا)
سامرفیلد (به انگلیسی: Summerfield) یک منطقهٔ مسکونی در ایالات متحده آمریکا است که در پریش کلیبورن، لوئیزیانا واقع شده‌است.